# Церковь Вознесения (Кашира)
Церковь Вознесения Господня — православный храм в городе Кашире Московской области. Памятник архитектуры. Относится к Каширскому благочинию Коломенской епархии Русской православной церкви.
Приделы левый Никольский (празднование 22 мая, 19 декабря) и правый Казанский (празднование 4 ноября, 21 июля).

## История
В Затинной слободе издавна стояла церковь во имя святителя Николая Чудотворца «Затинного».
В 1826 году церковь была упразднена и перенесена на новое место.
Здесь с 1826 году возвели сначала трапезную часть, а в 1842 году — и главный храм, который освятили в честь Вознесения Господня.
Церковь кирпичная, однокупольная, архитектура в стиле классицизма с трапезной и колокольней.
Колокольня возведена после 1849 года по старому проекту.
С 1914 при церкви существовало Братское кладбище для жертв войны.
В советское время (1930-х годах) храм закрыли, внутреннее убранство уничтожили, разрушили (кроме первого яруса) колокольню.

## Наши дни
Церковь внутри полностью отреставрирована, сконструирован новый иконостас, планируется восстановление колокольни.
К церкви Вознесения приписана церковь святителя Николая Чудотворца при Каширской центральной районной больнице, освященной 21 июня 2009 года.
Настоятель храма — протоиерей Валерий Иванов.